# Sakuzō Yoshino
Sakuzō Yoshino (吉野 作造 Yoshino Sakuzō?, 29 de enero de 1878 – 18 de marzo de 1933) fue un académico, historiador, escritor y profesor de ciencia política japonés.

## Vida y obra
Este autor Japonés fue un activo pensador político del período Taishō. Es más conocido por haber formulado la teoría de "Minponshugi", o política de la gente.
Yoshino se graduó de la Universidad Imperial de Tokio en 1904. En 1906 viajó a China para trabajar como tutor privado del hijo de Yuan Shikai, el entonces dominante político de dicho país. Retornó a su país en 1909 y tomó una posición como docente  de teoría e historia política en la Facultad de Derecho de la Universidad Imperial de Tokio, donde trabajó hasta 1924. En 1910 se fue por un período de tres años a estudiar a Alemania, Inglaterra y Estados Unidos. A su retorno empezó a escribir artículos de discusión acerca de implementar un gobierno democrático en el Japón, así como de corrupción en la política y el sufragio universal. Publicó su ensayos más famosos en la conocida revista literaria Chūōkōron. Su trabajo más significativo, "El Significado del Gobierno Constitucional", fue escrito en respuesta a la creencia popular de la superioridad del Reino de Prusia. En el Yoshino sostenía que la democracia era compatible con la soberanía imperial.
En diciembre de 1918, Yoshino se unió con otros para formar la sociedad Reimeikai, la cual servía "para propagar ideas de democracia entre la gente".  Este grupo fue formado a fin de alentar a la lectura pública.